# Bedrijfsgeneeskunde
Bedrijfsgeneeskunde (analoog aan de specialisatie arbeidsgeneeskunde in België) is het Nederlands medisch specialisme met als aandachtsgebied de relatie tussen werk en gezondheid.
De arbeidsgeneesheer of bedrijfsarts heeft de zorg voor de veiligheid, gezondheid en welzijn van de werknemer. Hij heeft kennis van de belastende factoren in het werk en de (lichamelijke en geestelijke) belastbaarheid van de werknemer. De belastende factoren kunnen een risico zijn voor het ontstaan van schade aan de gezondheid. Het opsporen van deze gezondheidsrisico's en het adviseren in het nemen van preventieve maatregelen is dan ook een belangrijke taak van de bedrijfsarts. Daarnaast voert hij ook geregeld medische screenings uit bij het personeel, in het bijzonder bij risicogroepen.
De belastende factoren kunnen in een van de volgende categorieën worden ingedeeld:
1. arbeidsinhoud
2. arbeidsomstandigheden
3. arbeidsvoorwaarden
4. arbeidsverhoudingen

Men spreekt van een beroepsziekte wanneer klinisch waarneembare schade aan de gezondheid geheel of hoofdzakelijk veroorzaakt is door de belasting in de arbeid of de arbeidsomstandigheden.